# Osdorf
Osdorf település Németországban, Schleswig-Holstein tartományban. Lakosainak száma 2534 fő (2023. december 31.).

## Népesség
A település népességének változása:
| Lakosok száma | 1672 | 2382 | 2371 | 2462 | 2500 | 2571 | 2534 |
|               | 1975 | 2014 | 2017 | 2019 | 2021 | 2022 | 2023 |